# Samoggia
Le Samoggia est un cours d’eau de la région de Modène et de Bologne, affluent le plus long du Reno avec ses 44 km et un débit moyen de 5 m3/s.

## Hydrologie
Son régime est torrentiel: débit minimum de l’ordre de 0,5 m3/s en période estive, et un maximum qui peut dépasser les 100 m3/s, et même atteindre les 500 m3/s dans les crues centennales.

## Géographie
Naît à 700 m d’altitude près de Montetortore, fraction de Zocca, en province de Modène, mais entre tout de suite dans la province de Bologne pour le restant de son cours. Il baigne un bassin de 400 km2, dans un paysage de vallée d’argile écailleuse et diverses formations « calanchifères » qui sont à l’origine de nombreux éboulements et glissements de terrain.
Il baigne Savigno, reçoit à Monteveglio, de sa gauche, le torrent Ghiaia di Serravalle, puis baigne Bazzano avant d’entrer en plaine. Dans la localité de Forcelli, entre San Giovanni in Persiceto et Sala Bolognese, il reçoit à sa droite le torrent Lavino, son affluent majeur qui lui apporte environ 1/3 du débit d'eau global. Il termine dans le Reno entre Castello d'Argile et San Giovanni in Persiceto.

## Histoire
Le bassin du Samoggia a, historiquement, toujours représenté la séparation entre la région de Bologne et celle de Modène. Zone riche d’histoire depuis plus d’un millénaire : à Zappolino, sur le torrent Ghiaia di Serravalle, en 1325 se déroula la fameuse bataille entre les deux cités, avec l’épisode de « La secchia rapita » (Poème de type héroï-comique écrit par Alessandro Tassoni).
Monteveglio (célèbre abbaye de Santa Maria du XIIe siècle), depuis la chute de l'Empire romain, fit partie au VIe siècle de l'exarchat de Ravenne, avant de passer sous la domination de Mathilde de Toscane.

## Aujourd’hui
Aujourd’hui, le bassin hydrographique est caractérisé par une intense industrialisation, pas seulement dans le domaine agricole, et une urbanisation qui s’étend jusque sur les collines et les vallées des trois cours d’eau (Lavino, Samoggia et Ghiaia di Serravalle). La zone produit aussi le célèbre vin D.O.C. Pignoletto dei Colli Bolognesi, blanc pétillant au goût particulier très recherché.

## Sources
- (it) Cet article est partiellement ou en totalité issu de l’article de Wikipédia en italien intitulé « Samoggia » (voir la liste des auteurs).